# Amaurobius festae
Espèce
Amaurobius festae est une espèce d'araignées aranéomorphes de la famille des Amaurobiidae.

## Distribution
Cette espèce est endémique de Libye.

## Étymologie
Cette espèce est nommée en l'honneur d'Enrico Luigi Festa.

## Publication originale
- Caporiacco, 1934 : Missione zoologica del Dott. E. Festa in Cirenaica. Aracnidi. Bollettino dei Musei di Zoologia ed Anatomia Comparata della Reale Università di Torino, vol. 44, p. 1-28.